# Nisaga rufescens
Nisaga rufescens is een vlinder uit de familie van de Eupterotidae. De wetenschappelijke naam van de soort is voor het eerst geldig gepubliceerd in 1895 door Hampson.